# 中界镇
中界镇，是中华人民共和国贵州省铜仁市沿河土家族自治县下辖的一个乡镇级行政单位。
2015年1月23日，贵州省人民政府批复同意沿河县乡镇行政区划调整，新设置的中界镇辖原中界乡，镇人民政府驻中界村。
2019年10月24日，原中界镇陡滩村、联山村为祐溪街道的行政区划。

## 行政区划
中界镇下辖以下地区：
黄家洞村、东流村、龙新村、银山村、高井村、天坪村、庄严村、河坎村、中界村、先齐村、孙家村、罗家寨村、大龙村、皂角水村、石猪村、坡脚村、高峰村、蛟坝村、陡滩村、联山村、大峰村和小水田村。
2019年10月24日调整后，中界镇辖中界社区、孙家社区、黄家洞村、东流村、天坪村、石柱村、水田村、大丰村、大龙村、高峰村、龙兴村、河坎村、皂角水村、蛟坝村、银山村、庄严村、心齐村、坡脚村、高景村、罗家寨村。

## 特产
沙子空心李：中国地理标志产品。